# María Elena Gómez Moreno
María Elena Gómez-Moreno Martínez (Granada, 28 de enero de 1907-Madrid, 15 de diciembre de 1998) fue una historiadora del arte y profesora española.

## Biografía
Hija de Manuel Gómez-Moreno y Elena Rodríguez, nació en Granada y en 1911 se trasladó con su familia a Madrid. Entre 1918 y 1923 estudió Bachillerato en el Instituto Cardenal Cisneros y a los 16 años ingresó en la Facultad de Filosofía y Letras de la Universidad Central. Tres años más tarde se licenció en Ciencias Históricas y entre 1924 y 1930 como aspirante al profesorado. En ese último año ganó por oposición una cátedra de instituto, cargo que ejerció hasta su jubilación en 1977 en Osuna, San Sebastián y Madrid.
Formó parte del grupo Misiones de Arte entre 1928 y 1936 y en 1933 recorrió Túnez, Malta, Egipto, Creta, Chipre, Palestina, Turquía, Grecia, Sicilia e Italia gracias al Crucero Universitario por el Mediterráneo. Entre 1936 y 1938 fue auxiliar técnica en la Junta de Salvamento del Tesoro Artístico. Como profesora, impartió clases en los cursos de verano para extranjeros de la Junta para Ampliación de Estudios, en los cursos de la Universidad de Verano de Santander, de Historia y Arte en el Colegio Estudio, colaboró con el Instituto Diego Velázquez del CSIC, cursos y clases en el Museo del Prado y otras universidades e instituciones españolas; en el extranjero fue profesora de arte español en el Smith College de Southampton y fue elegida como miembro de la Sociedad Hispánica de América de Nueva York.
Desde 1959 fue directora de las Fundaciones Vega-Inclán. Colaboró en la Exposición de Escultura de la Sociedad Española de Amigos del Arte (1953), en la de Alonso Cano en Granada (1954), y en la Exposición del Centenario de Cano (1958). Fue miembro correspondiente de la Academia de Santa Isabel de Hungría de Sevilla, de la Universidad Popular y el Instituto Diego de Colmenares de Segovia, de la Academia de Toledo, y formó parte de la Junta de Calificación, Valoración y Exportación de Bienes Culturales, del Ministerio de Educación y Ciencia. En 1973 recibió la Medalla de Honor y en 1991 fue nombrada académica honoraria de la Real Academia de Bellas Artes de San Fernando.

## Obra
Publicó numerosas obras sobre temas de arte, siendo predominantes las dedicadas a la escultura española. Entre ellas la Breve Historia de la Escultura Española (1936 y 1951, en segunda edición), La policromía en la escultura española (1943), Iconografía Mariana en Segovia (1955), Guía del Museo Romántico (1970), Leonardo de Alenza. 58 dibujos del Museo Romántico (1977), Catálogo de las pinturas del Museo de la Casa del Greco de Toledo (1968), La Casa y el Museo de El Greco (1974) y La Catedral de León (1973). Entre sus estudios destacaron los de Juan Martínez Montañés, Gregorio Fernández, Alonso Cano o Bartolomé Ordóñez. Durante su labor en el Museo Romántico destacaron las publicaciones sobre el mismo y la organización de exposiciones, conciertos o conferencias.